# Seven de Estados Unidos 2025
El Seven de Estados Unidos 2025 corresponde a la vigésimo primera edición del Seven de Estados Unidos. En esta oportunidad se disputa el campeonato mundial (gran final) de la Serie Mundial de Rugby 7, temporada 2024-25 (SVNS 2024-25) y el torneo de ascensos y descensos correspondiente a la temporada 2025-26. Fue elegida como sede la ciudad de Los Ángeles en la instalaciones del Dignity Health Sports Park, en las modalidades femenina y masculina.

## Formato

### Gran final
- La gran final, que define el campeonato mundial 2025, será disputada por los ocho equipos con la mayor cantidad de puntos al finalizar los seis torneos que integran "la liga".
- Los ocho equipos clasificados se dividirán en dos grupos de cuatro con cabezas de serie basadas en su posición final. El Grupo A estará integrado por los equipos primero, cuarto, quinto y octavo mejor clasificados, mientras que el Grupo B estará integrado por el segundo, tercero, sexto y séptimo clasificados.
- El ganador de cada grupo jugará contra el segundo del otro grupo en las semifinales, y las posiciones del podio se decidirán mediante una final entre los dos ganadores de las semifinales y una final por el tercer puesto entre los dos semifinalistas perdedores.
- Los equipos que terminen tercero y cuarto en sus respectivos grupos competirán en los play-offs del quinto al octavo lugar.

### Ascenso o permanencia
- El ascenso o permanencia será disputado por los restantes cuatro equipos peor ubicados en la tabla general de la Serie Mundial al finalizar el sexto torneo de la liga (Singapur), con los cuatro equipos mejor ubicados al finalizar las Series Challenger 2025.
- Los ocho equipos se dividen en dos grupos (pools) de cuatro, enfrentándose todos con todos.
- Terminada la etapa de grupos, los ocho equipos pasan a una etapa eliminatoria de una sola ronda, en la que el primero de la Zona A enfrenta al cuarto de la Zona B, el segundo de la Zona A al tercero de la Zona B, el tercero de la Zona A con el segundo de la Zona B y el cuarto de la Zona A ante el primero de la Zona B. Los cuatro equipos ganadores son los que ascienden directamente al Circuito Mundial 2025.[3]

### Reglas comunes
En caso de igualdad de puntos, los criterios para desempatar son:
1. resultado del partido entre los equipos empatados
2. diferencia de tantos marcados a favor y en contra
3. diferencia entre tries marcados a favor y en contra
4. mayor cantidad de tantos marcados
5. mayor cantidad de tries marcados.

## Campeonato mundial (gran final)

### Competencia femenina
- Grupo A: Nueva Zelanda, Canadá, Japón y Gran Bretaña.
- Grupo B: Australia, Francia, Estados Unidos y Fiyi.

Clasifican a semifinales los dos primeros de cada grupo.
|  | Semifinales | Semifinales |    |      | Final        | Final |  |
|  |             |             |    |      |              |       |  |
|  |             |             |    |      |              |       |  |
|  |             |             |    |      |              |       |  |
|  | A1 \|       | 00          |    |      |              |       |  |
|  | B2 \|       | 00          |    |      |              |       |  |
|  |             |             |    |      |              |       |  |
|  |             |             |    |      |              |       |  |
|  |             |             |    |      | F1           | 00    |  |
|  |             | F2          | 00 |      |              |       |  |
|  |             |             |    |      |              |       |  |
|  |             |             |    |      |              |       |  |
|  |             |             |    |      | Tercer lugar |       |  |
|  |             |             |    |      |              |       |  |
|  | B1 \|       | 00          |    | 3RO1 | 00           |       |  |
|  | A2 \|       | 00          |    |      | 3RO2         | 00    |  |

|  | Eliminatoria del 5º al 8º | Eliminatoria del 5º al 8º |    |      | Partido por el 5º lugar | Partido por el 5º lugar |  |
|  |                           |                           |    |      |                         |                         |  |
|  |                           |                           |    |      |                         |                         |  |
|  | A3 \|                     | 00                        |    |      |                         |                         |  |
|  | B4 \|                     | 00                        |    |      |                         |                         |  |
|  |                           |                           |    |      |                         |                         |  |
|  |                           |                           |    |      |                         |                         |  |
|  |                           |                           |    |      | 5TO1                    | 00                      |  |
|  |                           | 5TO2                      | 00 |      |                         |                         |  |
|  |                           |                           |    |      |                         |                         |  |
|  |                           |                           |    |      |                         |                         |  |
|  |                           |                           |    |      | Partido por el 7º lugar |                         |  |
|  |                           |                           |    |      |                         |                         |  |
|  | A4 \|                     | 00                        |    | 7MO1 | 00                      |                         |  |
|  | B3 \|                     | 00                        |    |      | 7MO2                    | 00                      |  |

### Competencia masculina
- Grupo A: Argentina, Sudáfrica, Francia, Gran Bretaña.
- Grupo B: Fiyi, España, Australia, Nueva Zelanda.

Clasifican a semifinales los dos primeros de cada grupo.
|  | Semifinales | Semifinales |    |  | Final        | Final |  |
|  |             |             |    |  |              |       |  |
|  |             |             |    |  |              |       |  |
|  |             |             |    |  |              |       |  |
|  | A1 \|       | 00          |    |  |              |       |  |
|  | B2 \|       | 00          |    |  |              |       |  |
|  |             |             |    |  |              |       |  |
|  |             |             |    |  |              |       |  |
|  |             |             |    |  |              | 00    |  |
|  |             |             | 00 |  |              |       |  |
|  |             |             |    |  |              |       |  |
|  |             |             |    |  |              |       |  |
|  |             |             |    |  | Tercer lugar |       |  |
|  |             |             |    |  |              |       |  |
|  | B1 \|       | 14          |    |  | 10           |       |  |
|  | A2 \|       | 00          |    |  |              | 00    |  |

|  | Eliminatoria del 5º al 8º | Eliminatoria del 5º al 8º |    |    | Partido por el 5º lugar | Partido por el 5º lugar |  |
|  |                           |                           |    |    |                         |                         |  |
|  |                           |                           |    |    |                         |                         |  |
|  | A3 \|                     | 00                        |    |    |                         |                         |  |
|  | B4 \|                     | 00                        |    |    |                         |                         |  |
|  |                           |                           |    |    |                         |                         |  |
|  |                           |                           |    |    |                         |                         |  |
|  |                           |                           |    |    |                         | 00                      |  |
|  |                           |                           | 00 |    |                         |                         |  |
|  |                           |                           |    |    |                         |                         |  |
|  |                           |                           |    |    |                         |                         |  |
|  |                           |                           |    |    | Partido por el 7º lugar |                         |  |
|  |                           |                           |    |    |                         |                         |  |
|  | A4 \|                     | 00                        |    | F1 | 00                      |                         |  |
|  | B3 \|                     | 00                        |    |    | F2                      | 00                      |  |

## Ascenso/permanencia

### Competencia femenina
- Cuatro últimos serie mundial: Brasil (1), China (2), España (3), Irlanda (4).
- Cuatro primeros Challenger: Kenia (5), Sudáfrica (6), Argentina (7), Colombia (8).

- Grupo A (1, 4, 5, 8): Brasil (1), Irlanda (4), Kenia (5), Colombia (8).
- Grupo B (2, 3, 6, 7): China (2), España (3), Sudáfrica (6), Argentina (7).

|    | Equipo | Res. | Clasificado |
| -- | ------ | ---- | ----------- |
|    |        |      |             |
| A1 |        | 00   |             |
| B4 |        | 0    |             |
|    |        |      |             |
| A2 |        | 00   |             |
| B3 |        | 00   |             |
|    |        |      |             |
| A3 |        | 00   |             |
| B2 |        | 00   |             |
|    |        |      |             |
| A4 |        | 9    |             |
| B1 |        | 38   |             |

### Competencia masculina
- Cuatro últimos Serie Mundial: Kenia (1), Uruguay (2), Irlanda (3), Estados Unidos (4).
- Cuatro primeros Challenger: Portugal (5), Alemania (6), Canadá (7), Samoa (8).

- Grupo A (1, 4, 5, 8): Kenia (1), Estados Unidos (4), Portugal (5), Samoa (8).
- Grupo B (2, 3, 6, 7): Uruguay (2), Irlanda (3), Alemania (6), Canadá (7).

|    | Equipo | Res. | Clasificado |
| -- | ------ | ---- | ----------- |
|    |        |      |             |
| A1 |        | 00   |             |
| B4 |        | 00   |             |
|    |        |      |             |
| A2 |        | 00   |             |
| B3 |        | 00   |             |
|    |        |      |             |
| A3 |        | 00   |             |
| B2 |        | 00   |             |
|    |        |      |             |
| A4 |        | 00   |             |
| B1 |        | 00   |             |